# Chlorissa mathewi
Chlorissa mathewi är en fjärilsart som beskrevs av Bankes 1907. Chlorissa mathewi ingår i släktet Chlorissa och familjen mätare. Inga underarter finns listade i Catalogue of Life.